# Ibrí
Ibrí (arabsky عبري‎) je město v Ománu, v regionu ad-Zahíra, který se rozkládá na severovýchodě země. V okolí Ibrí se nachází významné archeologické památky, které jsou obklopené pevnostmi, věžemi a dalšími stavbami z minulosti. Rovněž se zde nachází pozůstatky města Bat, které jsou v pořadí druhou památkou Ománu, zařazenou na seznam světového dědictví UNESCO. Jako první byla zařazena pevnost Bahla, situovaná v sousedním regionu ad-Dáchílija.